# Mamaia Idu Trophy 2011
Il Mamaia Idu Trophy 2011 è stato un torneo professionistico di tennis femminile giocato sulla terra rossa. È stata la 1ª edizione del torneo, che fa parte dell'ITF Women's Circuit nell'ambito dell'ITF Women's Circuit 2011. Si è giocato a Mamaia in Romania dal 29 agosto al 4 settembre 2011.

## Partecipanti

### Teste di serie
| Nazionalità | Giocatrice            | Ranking* | Testa di serie |
| ----------- | --------------------- | -------- | -------------- |
| Romania     | Alexandra Cadanțu     | 148      | 1              |
| Romania     | Elena Bogdan          | 177      | 2              |
| Francia     | Séverine Beltrame     | 239      | 3              |
| Francia     | Nathalie Piquion      | 252      | 4              |
| Romania     | Ioana Raluca Olaru    | 267      | 5              |
| Romania     | Liana Ungur           | 285      | 6              |
| Spagna      | Eva Fernández-Brugués | 295      | 7              |
| Georgia     | Sofia Shapatava       | 296      | 8              |

- Ranking al 15 agosto 2011.

### Altre partecipanti
Giocatrici che hanno ricevuto una wild card:
- Elena Bogdan
- Diana Marcu
- Andreea Mitu
- Victoria Muntean

Giocatrici che sono passate dalle qualificazioni:
- Cristina Adamescu
- Gioia Barbieri
- Ivonne Cavallé-Reimers
- Ionela-Andreea Iova
- Viktorija Kutuzova
- Ksenija Lykina
- Patricia Maria Țig
- Andreea Văideanu
- Alexandra Damaschin (lucky loser)
- Simona Ionescu (lucky loser)
- Darija Jurak (lucky loser)
- Anna Velica (lucky loser)

## Campionesse

### Singolare
Andreea Mitu ha battuto in finale  Inés Ferrer Suárez con il punteggio di 6–3, 6–0

### Doppio
Elena Bogdan /  Alexandra Cadanțu hanno battuto in finale  Marina Šamajko /  Sofia Shapatava con il punteggio di 6–2, 6–2